# Channel One Cup 2013
Channel One Cup 2013 byl turnaj v rámci série Euro Hockey Tour 2013/2014, který probíhal od 19. do 22. prosince 2013. Úvodní zápas turnaje mezi českou a finskou hokejovou reprezentací proběhl v O2 areně v Praze, ostatní zápasy turnaje proběhly v hale Bolšoj v ruském Soči. Česká hokejová reprezentace dokázala vyhrát všechna tři utkání a po 11 letech získala celkové vítězství na Channel One Cupu.

## Zápasy
| 19. prosince 2013 16:00 SEČ | Švédsko | 2 – 3 (1:1, 0:0, 1:2) | Rusko | Bolšoj, Soči Návštěvnost: 9351 |  |

| Report                              |                                     |          |                                                              |                                  |
| Linus Ullmark                       | Linus Ullmark                       | Brankáři | Alexander Jerjomenko                                         | Rozhodčí: Martin Fraňo Robin Šír |
| Tom Wandell 14' Niclas Burström 53' | Tom Wandell 14' Niclas Burström 53' |          | 18' Maxim Chudinov 44' Maxim Chudinov 58' Nikolaj Prochorkin | Rozhodčí: Martin Fraňo Robin Šír |
| 8 min                               | 8 min                               | Tresty   | 10 min                                                       | Rozhodčí: Martin Fraňo Robin Šír |
| 20                                  | 20                                  | Střely   | 23                                                           | Rozhodčí: Martin Fraňo Robin Šír |

| 19. prosince 2013 18:30 SEČ | Česko | 2 – 0 (0:0, 1:0, 1:0) | Finsko | O2 arena, Praha Návštěvnost: 13 096 |  |

| Report                              |             |          |                |                                       |
| Jakub Kovář                         | Jakub Kovář | Brankáři | Mikko Koskinen | Rozhodčí: Mikael Sjöqvist Mikael Nord |
| Petr Nedvěd 38' Jaroslav Hlinka 60' |             |          |                | Rozhodčí: Mikael Sjöqvist Mikael Nord |
| 10 min                              | 10 min      | Tresty   | 8 min          | Rozhodčí: Mikael Sjöqvist Mikael Nord |
| 38                                  | 38          | Střely   | 35             | Rozhodčí: Mikael Sjöqvist Mikael Nord |

| 21. prosince 2013 11:00 SEČ | Rusko | 2 – 3 (0:0, 1:1, 1:2) | Finsko | Bolšoj, Soči Návštěvnost: 8851 |  |

| Report                                  |                                         |          |                                                              |                                  |
| Konstantin Barulin                      | Konstantin Barulin                      | Brankáři | Atte Engren                                                  | Rozhodčí: Martin Fraňo Robin Šír |
| Maxim Chudinov 27' Alexandr Radulov 60' | Maxim Chudinov 27' Alexandr Radulov 60' |          | 22' Olli Palola 59' Teemu Hartikainen 60' Juha-Pekka Hytönen | Rozhodčí: Martin Fraňo Robin Šír |
| 12 min                                  | 12 min                                  | Tresty   | 16 min                                                       | Rozhodčí: Martin Fraňo Robin Šír |
| 28                                      | 28                                      | Střely   | 18                                                           | Rozhodčí: Martin Fraňo Robin Šír |

| 21. prosince 2013 16:00 SEČ | Česko | 2 – 1 SN (0:0, 0:1, 1:0 – 0:0, 1:0) | Švédsko | Bolšoj, Soči Návštěvnost: 2352 |  |

| Report                                              |                                                     |          |                      |                                             |
| Alexander Salák                                     | Alexander Salák                                     | Brankáři | Henrik Karlsson      | Rozhodčí: Alexej Anisimov Konstantin Olenin |
| Robert Kousal 52' rozhodující nájezd Roman Červenka | Robert Kousal 52' rozhodující nájezd Roman Červenka |          | 35' Mikael Johansson | Rozhodčí: Alexej Anisimov Konstantin Olenin |
| 10 min                                              | 10 min                                              | Tresty   | 6 min                | Rozhodčí: Alexej Anisimov Konstantin Olenin |
| 27                                                  | 27                                                  | Střely   | 33                   | Rozhodčí: Alexej Anisimov Konstantin Olenin |

| 22. prosince 2013 11:00 SEČ | Rusko | 1 – 2 (0:0, 0:0, 1:2) | Česko | Bolšoj, Soči Návštěvnost: 9897 |  |

| Report                    |                           |          |                                  |                                                        |
| Alexandr Jerjomenko       | Alexandr Jerjomenko       | Brankáři | Alexander Salák                  | Rozhodčí: Anssi Kalevi Salonen Aleksi Johannes Rantala |
| Alexandr Radulov (SN) 41' | Alexandr Radulov (SN) 41' |          | 43' Tomáš Nosek 45' Jiří Novotný | Rozhodčí: Anssi Kalevi Salonen Aleksi Johannes Rantala |
| 6 min                     | 6 min                     | Tresty   | 6 min                            | Rozhodčí: Anssi Kalevi Salonen Aleksi Johannes Rantala |
| 32                        | 32                        | Střely   | 19                               | Rozhodčí: Anssi Kalevi Salonen Aleksi Johannes Rantala |

| 22. prosince 2013 16:00 SEČ | Finsko | 4 – 2 (0:0, 2:1, 2:1) | Švédsko | Bolšoj, Soči Návštěvnost: 3469 |  |

| Report                                                                     |                                                                            |          |                                           |                                             |
| Mikko Koskinen                                                             | Mikko Koskinen                                                             | Brankáři | Henrik Karlsson                           | Rozhodčí: Alexej Anisimov Konstantin Olenin |
| Jere Sallinen 26' Pekka Jormakka 34' Teemu Hartikainen 47' Olli Palola 59' | Jere Sallinen 26' Pekka Jormakka 34' Teemu Hartikainen 47' Olli Palola 59' |          | 24' Andreas Engqvist 51' Andreas Engqvist | Rozhodčí: Alexej Anisimov Konstantin Olenin |
| 32 min                                                                     | 32 min                                                                     | Tresty   | 10 min                                    | Rozhodčí: Alexej Anisimov Konstantin Olenin |
| 31                                                                         | 31                                                                         | Střely   | 20                                        | Rozhodčí: Alexej Anisimov Konstantin Olenin |

## Tabulka
| Poř. | Tým     | Z | V | VP | PP | P | VG | OG | B |
| ---- | ------- | - | - | -- | -- | - | -- | -- | - |
| 1.   | Česko   | 3 | 2 | 1  | 0  | 0 | 6  | 2  | 8 |
| 2.   | Finsko  | 3 | 2 | 0  | 0  | 1 | 7  | 6  | 6 |
| 3.   | Rusko   | 3 | 1 | 0  | 0  | 2 | 6  | 7  | 3 |
| 4.   | Švédsko | 3 | 0 | 0  | 1  | 2 | 5  | 9  | 1 |

Z – zápasy, V – výhry, VP – výhry v prodloužení nebo na nájezdy, PP – prohry v prodloužení nebo na nájezdy, P – prohry, VG – vstřelené góly, OG – obdržené góly, B – body

## Ocenění

### Nejlepší hráči podle direktoriátu turnaje
| Pozice  | Hráč            |
| ------- | --------------- |
| Brankář | Alexander Salák |
| Obránce | Niclas Burström |
| Útočník | Pekka Jormakka  |